# Popowicze
Popowicze (ukr. Поповичі) – wieś na Ukrainie w rejonie kowelskim obwodu wołyńskiego.